# Parapiophila vulgaris
Parapiophila vulgaris är en tvåvingeart som först beskrevs av Carl Fredrik Fallén 1820.  Parapiophila vulgaris ingår i släktet Parapiophila, och familjen ostflugor. Arten är reproducerande i Sverige.